# Katrina Lenk
Katrina Lenk (Chicago, 26 novembre 1974) è un'attrice e cantante statunitense, vincitrice di un Tony Award, un Emmy e un Grammy Award.

## Biografia
Nata a Chicago da una famiglia originaria dell'Est Europa, Lenk ha studiato alla Northwestern University, dove si è laureata nel 1997. Ha debuttato a teatro nella natia Chicago in Hedwig and the Angry Inch nel 2001 e a Broadway nel 2010 nella pièce Anna dei miracoli, in cui lavorava come sostituta di Alison Pill nel ruolo di Anne Sullivan. Due anni dopo tornò a Broadway nel musical di Bono Spider-Man: Turn Off the Dark, in cui interpretava Aracne, e ad esso seguì Once l'anno seguente. Rimase nel musical per due anni, fino al 2015, quando cominciò a recitare nel dramma di Paula Vogel Indecent, in scena a Yale.
Nel 2016 recitò nuovamente in Indecent, questa volta nell'Off Broadway, e lo stesso anno recitò nel musical The Band's Visit, sempre nell'Off Broadway. Nel 2017 tornò a Broadway con Indecent e, successivamente, con The Band's Visit, per cui ha vinto il Tony Award alla miglior attrice protagonista in un musical; per la sua incisione discografica del musical ha vinto il Grammy Award al miglior album di un musical teatrale nel 2019. Nella primavera del 2020 Lenk torna a recitare a Broadway nel musical Company, in cui interpreta la protagonista Bobbie.

## Filmografia

### Cinema
- Crime Fiction, regia di Will Slocombe (2007)
- Evol, regia di Mike Perrone (2016)
- Élan Vital, regia di Jason J. Loya (2016)
- Indecent, regia di David Horn (2018)
- Love Is Blind, regia di Monty Whitebloom e Andy Delaney (2019)

### Televisione
- Will & Grace – serie TV, episodi 5x18 (2003)
- La vita secondo Jim (According to Jim) – serie TV, episodi 5x22 (2006)
- Ruby & The Rockits – serie TV, episodi 1x06 (2009)
- The Blacklist – serie TV, episodi 2x05 (2014)
- Elementary – serie TV, episodi 3x11 (2015)
- Miss Teri – serie TV, episodi 1x01 (2016)
- The Get Down – serie TV, episodi 1x10 (2017)
- La fantastica signora Maisel (The Marvelous Mrs. Maisel) – serie TV, episodi 1x07-2x10 (2017-2018)
- The Good Fight – serie TV, episodi 1x09-2x10-2x12 (2017-2018)
- The Village – serie TV, 4 episodi (2019)
- Tommy – serie TV, 5 episodi (2020)
- Little Voice – serie TV, episodi 1x08-1x09 (2020)
- Ozark - serie TV, 10 episodi (2022)
- Apples Never Fall, regia di Chris Sweeney e Dawn Shadforth – miniserie TV, 4 puntate (2024)

## Teatro
- Gigi, Theatre at the Center di Munster (2000)
- Proposals, Theatre at the Center di Munster (2000)
- Hedwig and the Angry Inch, Broadway Theatre di Chicago (2001)
- A Christmas Carol, Goodman Theatre di Chicago (2002)
- Lost Land, Steppenwolf Theatre di Chicago (2005)
- Il cerchio di gesso del Caucaso, South Coast di Costa Mesa (2005)
- iWitness, Mark Taper Forum di Los Angeles (2007)
- Lovelace: A Rock Musical, Hayworth Theatre di Los Angeles (2008)
- Lovelace: A Rock Musical, Edinburgh Fringe di Edimburgo (2010)
- Anna dei miracoli, Circle in the Square Theatre di Broadway (2010)
- Peter e Wendy, Alley Theatre di Houston (2010)
- Cabaret, Reprise Theatre Company di Los Angeles (2011)
- Elemeno Pea, South Coast Repertory di Costa Mesa (2012)
- Cloudlands, South Coast Repertory di Costa Mesa (2012)
- Spider-Man: Turn Off the Dark, Lyric Theatre di Broadway (2012-2013)
- Once, Bernard B. Jacobs Theatre di Broadway (2013-2015)
- Indecent, Yale Repertory Theatre e La Jolla Playhouse (2015)
- Indecent, Vineyard Theatre di New York (2016)
- The Band's Visit, Atlantic Theatre di New York (2016)
- Indecent, Cort Theatre di Broadway (2017)
- The Band's Visit, Ethel Barrymore Theatre di Broadway (2017-2019)
- Company, Bernard B Jacobs Theatre di Broadway (2020)

## Riconoscimenti
- Tony Award
  - 2018 – Miglior attrice protagonista in un musical per The Band's Visit
- Daytime Emmy Award
  - 2019 – Miglior performance musicale in un programma giornaliero per The Band's Visit
- Drama League Award
  - 2018 – Candidatura per la miglior performance per The Band's Visit
- Grammy Award
  - 2019 – Miglior album di un musical teatrale per The Band's Visit
- Lucille Lortel Award
  - 2018 – Miglior attrice protagonista in un musical per The Band's Visit
- Outer Critics Circle Award
  - 2018 – Candidatura per la miglior attrice non protagonista in un'opera teatrale per Indecent
- Theatre World Award
  - 2017 – Miglior esordiente per Indecent

## Doppiatrici italiane
Nelle versioni in italiano delle opere in cui ha recitato, Katrina Lenk è stata doppiata da:
- Paola Valentini in Will & Grace
- Emanuela D'Amico in La fantastica signora Maisel
- Barbara De Bortoli in Ozark
- Ilaria Latini in Apples Never Fall